# Бед Брейнс
„Бед Брейнс“ (на английски: Bad Brains) е американска хардкор пънк група, създадена във Вашингтон през 1977 г., съществуваща.
Счита се, че са сред основателите на hardcore пънка. Всички от групата са чернокожи растафарианци.
Първоначално групата се подвизава като джаз фюжън квартет под името Mind Power. Постепенно развива по-бързо и интензивно пънк рок звучене, което бива наречено hardcore. Уникалният фактор в музиката на групата е, че членовете ѝ използват повече сложни ритмични времена от останалите hardcore punk групи от развиващите се пънк сцени в Ню Йорк, Лос Анджелис и Вашингтон (град) по онова време (1978 – 1982). Също така музикантите доразвиват музикалния си репертоар с най-разнообразни китарни рифове и сола, които не са характерни за punk rock стила.

## Албуми
- Black Dots („Черни точки“; 1978, издаден 1996)
- Bad Brains(Self Titled) („Бед Брейнс“; 1982)
- Live at CBGB's 1982 („На живо в Си Би Джи Би“; 1982)
- Rock For Light („Рок за светлина“; 1983)
- I Against I („Аз срещу аз“; 1986)
- The Youth Are Getting Restless („Младежта е неспокойна“; 1987, издаден 1990)
- Live(1988) („На живо“)
- Quickness („Бързина“; 1989)
- Rise („Издигане“; 1993)
- God of Love („Бог на любовта“; 1995)
- A Bad Brains Reunion Live from Maritime Hall („Събиране на Бед Брейнс на живо в зала Меритайм“; 2001)
- I And I Survived („Аз и аз оцеляхме“; 2003)
- Build a Nation („Изгради народ“; 2007)
- Into The Future („В бъдещето“; 2012)
- Mind Power (2018)